# Sitios Ramsar de Tailandia

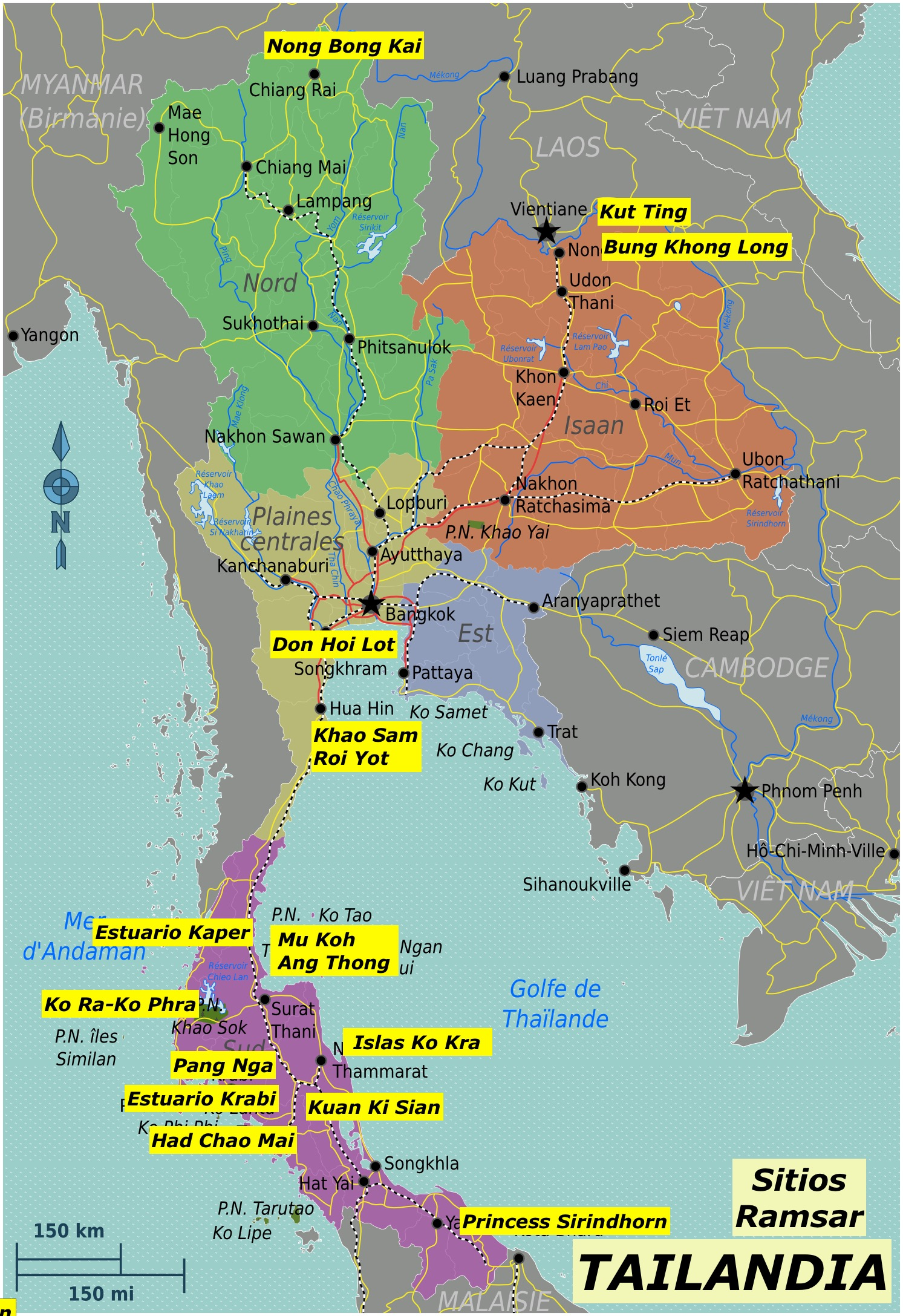
Tailandia

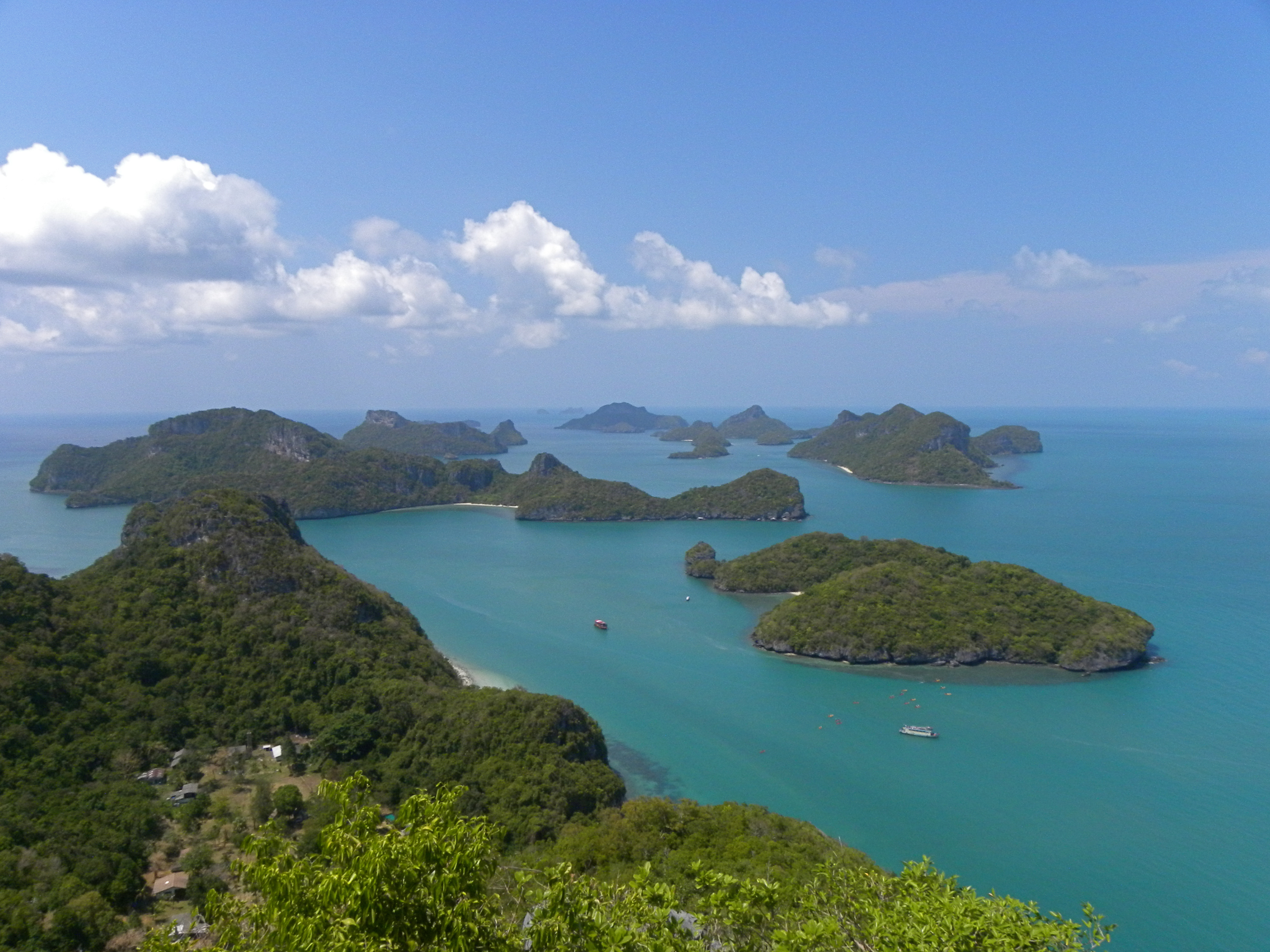
Parque nacional marino de Ang Thong

En Tailandia hay 14 sitios Ramsar que cuben 3.997 km². la mayor parte están en el Golfo de Tailandia (Anexo:Sitios Ramsar en Tailandia)
- Archipiélago Ko Ra-Ko Phra Thong, 196,5 km², 09°08′N 98°16′E. Dos islas en el mar de Andamán, la isla de Ko Phra Thong, de 8 km², y la isla de Ko Ra, a dos km al oeste de la costa oeste de Tailandia. Viven unas mil personas, la mayoría pescadores. Hay praderas, bosques pantanosos, pozas, bosques tropicales, lechos de algas marinas y arrecifes de coral. Anidan cuatro tipos de tortugas, la tortuga verde, la tortuga olivácea, la tortuga carey y la tortuga laúd. Es uno de los últimos refugios del marabú menor. También viven el pangolín malayo, el ciervo sambar y el dugón marino. Hay 700 ha de praderas marinas que acogen 268 especies de peces costeros y otras especies.[3]

- Áreas libre de caza de Bung Khong Long, 22,14 km², 17°58′N 103°58′E. Uno de los mayores lagos del nordeste de Tailandia en la frontera de Laos. Importante para unas 33 especies de aves migratorias. Es una zona de importancia para las aves según BirdLife. El lago tiene unos 13 km de largo y 2 km de anchura, con una profundidad media de 0,5 a 1 m, y una máxima de 6 m. En el extremo sur se construyó una presa en 1982. El tercio norte del lago tiene cinco islas pequeñas. Está rodeado por cultivos, campos en barbecho, huertos de mango y plantaciones de eucalipto, con un pequeño bosque de dipterocarpos en el noroeste. El río Mekong pasa 15 km al este. Hay garzas, garcetas y unas siete especies de patos, entre ellos el porrón de Baer y el porrón pardo. También anidan el calamón común y la jacana colilarga.[4][5]

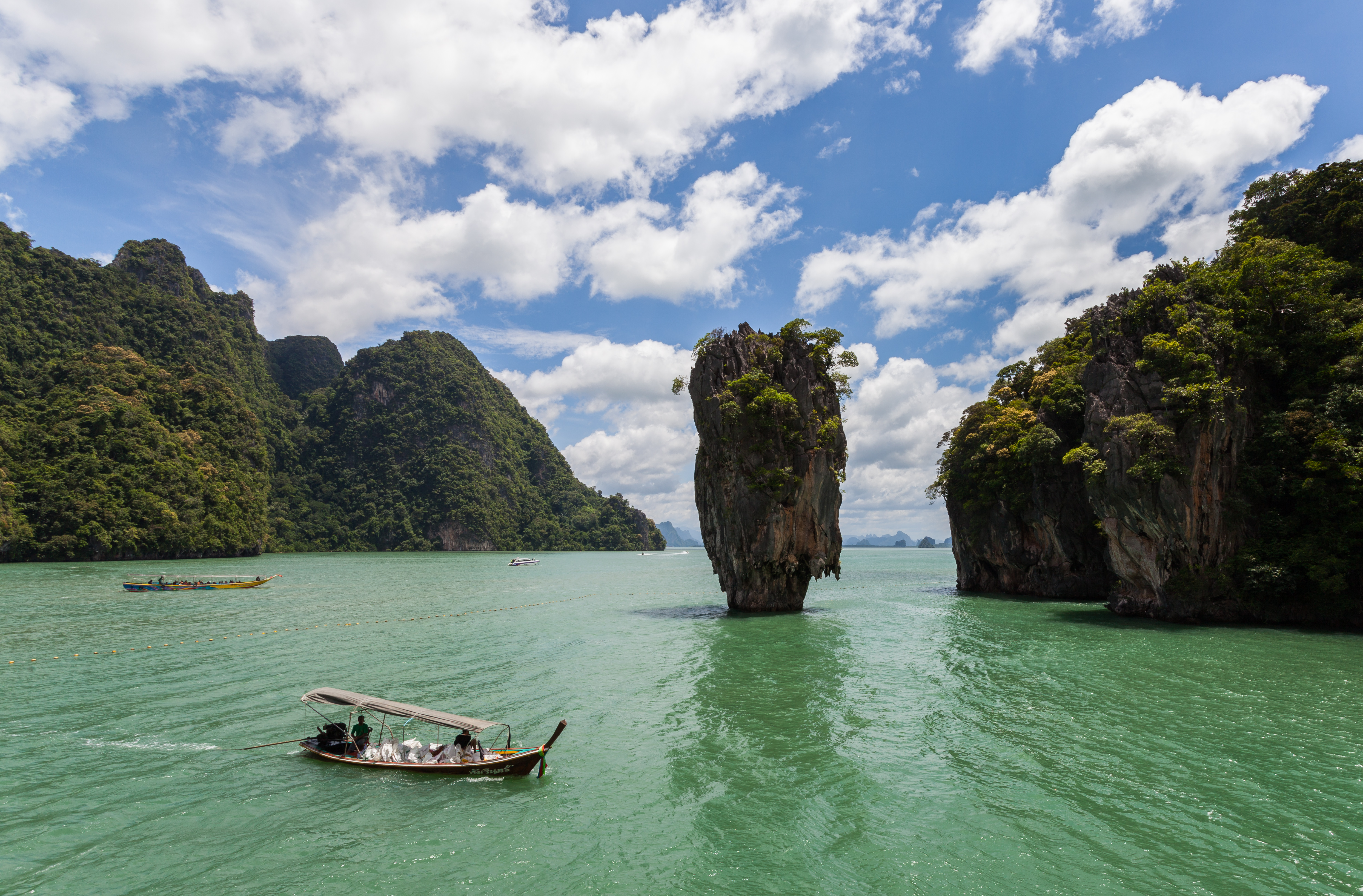
Islote de Tapu, en la bahía de Phang Na

- Parque nacional marino de la bahía de Pang Nga, 400 km², 08°16′N 98°36′E. Bahía con 42 islas de aguas poco profundas y humedales intermareales boscosos, con al menos 28 especies de manglares, praderas marinas y arrecifes de coral, al menos 88 especies de pájaros, entre ellos el chorlitejo malayo y la agujeta, así como 82 especies de peces, 18 de reptiles, tres de anfibios y 17 de mamíferos, incluyendo el dugón, el gibón de manos blancas y la marsopa negra. En la zona conviven distintas etnias que pescan y recolectan frondas de palmera Nypa fruticans para tejados de paja, cestería y por su flotabilidad.[6]

- Santuario de la naturaleza Princess Sirindhorn, 201 km², 06°12′N 101°57′E. El mayor pantano de turba que hay en Tailandia, situado en el extremo sur. Incluye 217 especies de aves, 52 de reptiles y 62 de peces, algunas en peligro. También hay 106 especies de mariposas, 60 de mamíferos y 13 de murciélagos. Desde la década de 1980, se aclara el bosque para cultivar arroz con la pérdida de dos tercios de la selva y la acidificación del suelo, sobre todo hasta 1991, año en que se declara santuario. La turbera en sí cubre unos 5 km², en el bosque crece el loto tigre y la Hanguana. Entre los animales, figuran el gato de cabeza plana, la nutria de Sumatra, el shama colirrufo, el papamoscas malayo y el cálao malayo.[7]

- Parque nacional marino de Had Chao Mai, 663 km², 07°22′N 99°24′E. Más la zona libre de caza de la isla Ti Libong y los estuarios del río Trang.[8] El conjunto, en la provincia de Trang, alberga ecosistemas de ribera, estuarios y humedales costeros que incluyen manglares y palmerales de nypa, playas de arena y costas rocosas, llanura de marea, arrecifes de coral y praderas marinas. Hay unas 212 especies de aves, mcuhas amenazadas, y unas 75 de peces, además de dugónes. En el parque marino hay ocho tipos de praderas marinas. Se trata de uno de los numerosos bosques de manglares amenazados por la agricultura, la deforestación, las prácticas destructivas de pesca y la contaminación aguas arriba del río Trang, que tiene 123 km de longitud.[9]

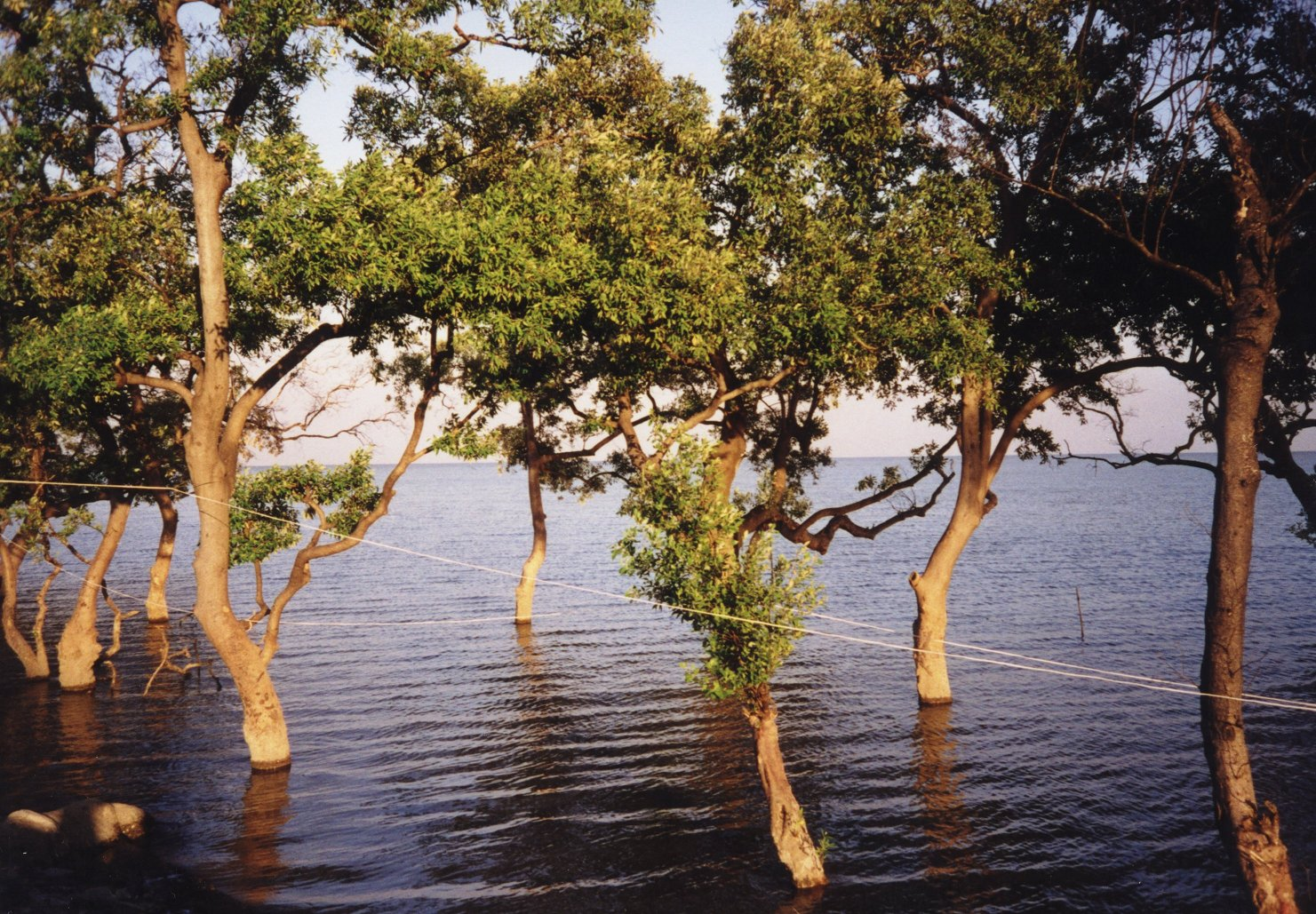
Árboles sumergidos en Don Hoi Lot submerged trees.jpg

- Don Hoi Lot, 875 km², 13°21′N 99°58′E. En la provincia de Samut Songkhram. Un tipo raro de humedal que comprende barras de arena en el río Mae Klong, con una amplia zona de llanuras mareales, rica en el bivalvo Solen marealis, una especie de navaja. Se caracteriza por la dinámica costera propia de la bahía de Bangkok en el golfo de Tailandia, formada por los sedimentos marinos y fluviales que se extienden hasta ocho kilómetros desde la costa hacia el mar con una pendiente de menos del uno por ciento. Al este hay manglares. Amenazado por la contaminación.[10]

- Área libre de caza de Nong Bong Kai, 434 ha, 20°13′N 100°01′E. En la provincia de Chiang Rai, en el extremo norte del país, cerca de Birmania y Laos. Un pequeño lago pantanoso rodeado por colinas bajas, en el que viven plantas del género Salvinia y Lemna, ciperáceas y carrizos. Es importante para las aves acuáticas, como el porrón de Baer, patos, aves zancudas, y unas 15 especies que anidan entre octubre y marzo. Las comunidades locales cultivan flores de loto, frutas y hortalizas. Forma parte de una zona de importancia para las aves mayor, de 6.240 ha en la que, además del lago hay pantanos, arrozales y llanuras aluviales, y que incluye una zona a la derecha del río Mekong, adyacente a otra IBA en la orilla laosiana.[11]

- Estuario del río Krabi, 213 km², 07°58′N 98°55′E. Es una zona de playas de arena, manglares y playas mareales de hasta dos kilómetros, con algunos acantilados arbolados. Un complejo de ríos que aportan agua dulce abundante se abren al mar en esta zona y hay extensas praderas marinas en la isla de Sriboya. En la zona de manglares hay unas 221 especies de aves, y las zonas de marea baja son ricas en aves migratorias. Abundan el chorlitejo mongol chico, el archibebe moteado, el chorlitejo mongol grande y el chorlitejo patinegro.[12]

- Parque nacional de Mu Ko Ang Thong, 102 km², 09°37′N 99°40′E. Es un parque nacional marino formado por una cuarentena de pequeñas islas en el Golfo de Tailandia, que incluye playas de arena, acantilados rocosos, arrecifes de coral y bosques jóvenes de manglares. La orquídea Paphiopedilum niveum es endémica de los montes arcillosos de la isla de Ang Thong. La poca profundidad marina y los sedimentos del río Tapi perjudican la transparencia de las aguas y el coral.[13][14]

- Archipiélago Ko Kra, 374 ha, 08°23′N 100°44′E. Consiste en tres pequeños islotes aislados en el sur del golfo de Tailandia, a unos 53 km de la costa. La isla principal, Kra Yai, de 34 ha es una importante zona de cría para la tortuga carey y la tortuga verde y el raro rabihorcado de la Christmas. En la zona hay unas 66 ha de arrecifes de coral, con la mayor diversidad del golfo, unas 66 especies. Las lagunas y bahías cerradas de las islas ofrecen protección en época de monzones. La pesca se centra en Scomberoides commersonnianus, Lutjanus fulviflamma y cobia. La Royal Thai Navy prohíbe pescar a menos de 3 km de las islas, pero están amenazadas por la pesca ilegal con dinamita y venenos.[15]

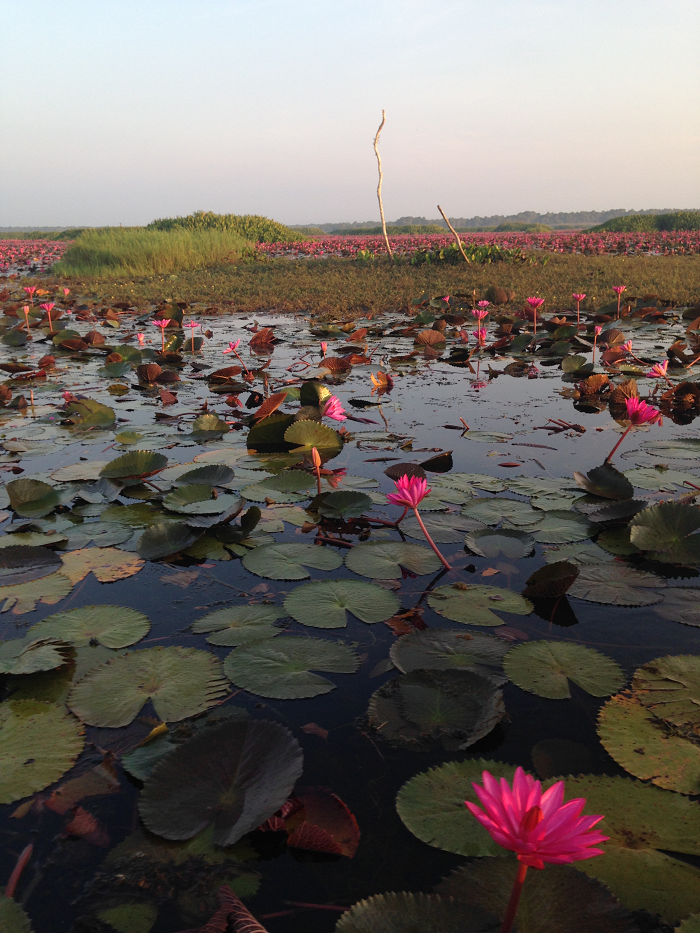
Área libre de caza de Thale Noi en Kuan Ki Sian.

- Humedal de Khao Sam Roi Yot, 68,92 km², 12°11′N 100°01′E. Es una combinación de humedales costeros de agua dulce y marismas en el golfo de Tailandia, algo raro en la región indomalaya. Contiene el mayor humedal de la zona con carrizo de Tailandia. Hay unas 292 especies de plantas y unas 113 especies de peces, entre ellos 41 de agua dulce. Entre las especies en peligro, la tortuga elongada, el árbol Afzelia xylocarpa, explotado por su apreciada madera, y el gato pescador. Hay unas cinco mil personas que dependen del lugar, con un incremento de la acuicultura.[16]

- Estuario de Kaper, Parque nacional marino de Laem Son, 1.220 km², 09°36′N 98°39′E. Incluye el estuario de Kraburi. Posee una gran extensión de manglares, con bosques de la palmera nypa, llanos pantanosos, playas de arena, arrecifes de coral y praderas marinas. Hay unas 82 especies de peces. Entre las amenazas debidas al cambio climático se encuentran el ascenso de las temperaturas, las fluctuación del clima, con lluvias más intensas en época de monzones, los ciclones, la subida del nivel del mar de 5 a 10 mm anuales, que erosiona la costa, y el aumento de temperatura marina de 1.oC a 3.oC que perjudica los corales y pone en riesgo las costas y las pesquerías. Entre las especies amenazadas, la cebolla de agua, los corales escleractinios, la pita de manglar, otras especies de manglares y distintos crustáceos.[17]

- Humedal de Kut Ting, 22 km², 18°18′N 103°40′E. En el nordeste del país, provincia de Nong Khai, junto al río Mekong, en la frontera de Laos. Diversos tipos de humedales, arroyos, lagos, pantanos y tierras agrícolas inundables en la subregión del Gran Mekong. Hay unas 54 especies de aves y unas 113 especies de peces, además de 150 especies de plantas en el bosque de Kut Ting.[18]

- Área libre de caza de Kuan Ki Sian, 494 ha, 07°49′N 100°07′E. En el sur del país, al norte del lago Songkhla. En el pantano se encuentra el mirto Melaleuca, que crece en unas islas llamadas kuans en medio de los pantanos, libres de agua. Ku Ki Sian es una zona elevada ligeramente por encima del área del lago de Thale Noi, de seis kilómetros de largo por cinco kilómetros de ancho, con una profundidad de 1,2 m que fluctúa notablemente con las lluvias entre octubre y marzo.[19]